# Monk in Paris: Live at the Olympia
Monk in Paris: Live at the Olympia ist ein posthum erschienenes Album von Thelonious Monk. Es enthält die Aufnahmen, die im Pariser Olympia als Mitschnitt des Senders Europe 1 am 7. März 1965 entstanden. Ergänzt wird das Album um eine DVD mit drei Titeln, die bei einem Konzert des Monk-Quartetts in Oslo am 15. April 1966 aufgezeichnet wurden. Die Aufnahmen erschienen 2003 bei Thelonious Records.

## Hintergrund
Monk in Paris: Live at the Olympia, aufgenommen am 7. März 1965, ist eine Veröffentlichung des Labels Thelonious Records. Von Monks Sohn, dem Schlagzeuger T. S. Monk, Dr. Peter Grain und Joel Dorn von Hyena Records gegründet, das Label gab sein Debüt mit T.S. Monks Album Higher Ground (2003). Neben Monk juniors eigenen Aufnahmen ist das Label eine Plattform für die Veröffentlichung von Aufnahmen aus dem Privatarchiv seines Vaters, wie die Produktion The Transformer.
Auf dem Album ist ein Mitschnitt von Monks Auftritt in Paris mit seinem Quartett Charlie Rouse am Tenorsaxophon, Larry Gales am Bass und Ben Riley am Schlagzeug zu hören. Auf der DVD spielt das Quartett drei Titel, „Lulu's Back in Town“, „Blue Monk“ und „’Round Midnight“.

## Musik des Albums
Monk war nie für Konventionen bekannt, schrieb John MacNeil, daher ist es nicht verwunderlich, dass die Eröffnungsnummer „Rhythm-A-Ning“ ein solches Angebot ist, „bei dem der Bassist Larry Gales und der Tenorsaxophonist Charlie Rouse die Melodie bestimmen. Obwohl Monk mit seiner Klavierarbeit den Ton angibt, ist es seine Nebenbesetzung, die die Hauptlast dieses Tracks trägt.“ Monk steuert das Lied in ein anderes, kompliziertes Bebop-Muster. „Body & Soul“ folgt und „beginnt als klassische, rauchige Jazz-Kabarett-Affäre“. „I Mean You“ beginnt mit Rouse und Gales „als Vorreiter, während Riley seine Becken und Trommeln von Anfang an in Schach hält. Es gibt hier nicht so viel hektische Qualität wie beim Eröffnungssong, aber es gibt viel mehr einen natürlichen Swing.“ „April in Paris“, eine angemessene Melodie angesichts der Zeit und des Ortes des Konzerts, so der Autor, „lässt Monk in der ersten Minute so klingen, als würde er etwas ausprobieren, kann aber nicht ganz herausfinden, was es ist. Trotzdem ist ein bestimmter Saloon-Piano-Spielstil in die Melodie eingebettet. Es gibt hier nicht viel, dies scheint ein Auftakt zu „Well You Needn't“ zu sein. Einige aus der Menge erkennen das Lied und klatschen anerkennend. Monk und Rouse finden sich in diesem Song wieder und ‚weben‘ ihre Instrumente oft um ihre Bandmitglieder. Gales und Riley treten im übertragenen Sinne in den Hintergrund des Duos, behaupten sich aber immer noch in dieser launischen und melodischen Melodie. Monk wird allmählich zum Stimmpunkt, da er zu seinem Spiel mitsummt, dann ist Gales an der Reihe zu glänzen.“ Das folgende „Bright Mississippi“ wirke kommt einer eher strukturierten Öffnung daher; „Epistrophy“ hat in den Eröffnungsnoten ein bestimmtes Salsa-Tempo, bevor es zu einem Jazz-Arrangement zurückkehrt. Es gebe auch eine Spannung in diesem Lied, schrieb MacNeil, „etwas, das in früheren Nummern nicht so offensichtlich ist.“

## Editorischer Hinweis
Das vorliegende Album dokumentiert den zweiten Abend der Konzerte Monks im Pariser Olympia am 6. und 7. März 1965. Ausschnitte aus den beiden Konzerten erschienen zuvor auf dem Album En Concert avec Europe 1 (Trema 710377/378). Die erste Ausgabe von Trema führte das falsche Aufnahmedatum vom 23. Mai 1965 an. Der ursprüngliche CD-Titel war Thelonious Monk and His Quartet. Die nachfolgende Ausgabe enthält die korrekten Aufnahmedaten und den Titel, der hier aufgeführt sind. Alle Titel außer „Sweet and lovely“ auch auf Landscape LSD2-903 (2 CD-Set) mit dem Titel Monk live in Europe 1965 sowie bei Malaco Jazz Classics (MJD1200) mit dem Titel Paris Jazz Concert, Vol. 1 erschienen.

## Titelliste
- Thelonious Monk: Monk in Paris: Live at the Olympia (Thelonious Records – TMF 9316)[4]

CD
1. Rhythm-A-Ning 10:31
2. Body & Soul 2:46
3. I Mean You 10:52
4. April in Paris 1:23
5. Well You Needn’t 12:20
6. Bright Mississippi 9:05
7. Epistrophy 5:08

DVD
1. Lulu’s Back in Town
2. Blue Monk
3. ’Round Midnight

## Rezeption
Richard Cook und Brian Morton, die dem Album die Höchstnote verliehen, lobten die editorische Arbeit von T.S. Monk und fanden, dass Monk an dem Abend des 7. März in glühender Form gewesen sei. Thom Jurek verlieh dem Album in Allmusic 4½ (von fünf) Sterne und schrieb, „‚Well You Needn’t‘ zeigt die vollständige und fast telepathische Stärke des Quartetts. Dieses Stück, ein kompletter Blowout aus komplizierter Improvisation und rhythmischen Verschiebungen und Feinheiten, ist eine der größten live aufgenommenen Auftritte dieser Band aller Zeiten. Die Show endet mit ‚Bright Mississippi‘ und einer bewegenden Interpretation von ‚Epistrophy‘, die die Zuhörer in einer Art Ehrfurcht vor dem freudigen, brillanten und hellen Angebot zurücklässt, das diese Band vor fast 40 Jahren einem europäischen Publikum präsentiert hat. Wenn diese Aufnahme ein Beweis ist, wird Monks Katalog mit einigen echten Juwelen erweitert.“

Außernansicht des Pariser Olympia mit der Ankündigung der Konzerte von Enrico Macias, Georgette Lemaire und Elis Regina (1968).

Germein Linares lobt in All About Jazz, der Mitschnitt sei, wie für diese Gruppe üblich, hervorragend. „Obwohl die Band mit dem üblichen Bestand an Monk-Kompositionen auftritt, gibt es eine unbestreitbare Aufregung, die diese ansonsten bekannten Melodien zu neuen Wegen der Begeisterung treibt. Zum Teil von der äußerst eifrigen Pariser Menge angetrieben, nutzen die Männer die ungezügelte Live-Umgebung, um ihre individuellen Fähigkeiten, insbesondere Charlie Rouse und Ben Riley, voll zur Geltung zu bringen. Die wirklichen Leckerbissen sind jedoch der beständige Austausch und das dynamische Zusammenspiel zwischen den Bandmitgliedern bei Stücken wie ‚Rhythm-A-Ning‘, ‚Well You Needn't‘, ‚Bright Mississippi‘ und ‚Epistrophy‘. Im Kontrast zum Quartett stünden die zwei entzückenden Solostücke von Monk, ‚Body and Soul‘ und ‚April in Paris‘“, so der Autor. Obwohl jedes kurz ist, enthüllten die Stücke oft vernachlässigte Aspekte von Monks Spiel, da er diese klassischen Melodien mit sorgfältiger, zarter Präzision trägt.
Jason MacNeil schrieb in Pop Matters: „Und während einige dies als einen offensichtlichen Versuch ansehen, an Monks reichhaltige Auswahl an großartiger Musik zu verdienen, könnte es nicht weiter von der Wahrheit entfernt sein, wenn Die angebotene Musik ist der Messstab.“ Das Vertrauen, das Monk in diese Spieler hatte, schrieb der Autor weiter, „wird nur durch das Vertrauen übertroffen, das er in seine Musik hatte, die für die Zeit und bis heute einfallsreich und sehr eindrucksvoll war.“
Duck Baker ging in seiner Rzenesion für JazzTimes näher auf die DVD mit den Ausschnitten aus dem Osloer Konzert ein; „das Quartett spielt drei Stücke, darunter feine Interpretationen von ‚Lulu’s Back in Town‘ und ‚Blue Monk‘ sowie eine etwas oberflächliche ‚’Round Midnight‘. Rouse und Monk sind in guter Form und das Rhythmus-Team erreicht seinen gewohnt hohen Standard, obwohl einige Gales’ Bass-Solo mehr als lange genug finden. Zuhörer, die selbstbewusstes, tiefes Walking-Spiel lieben, haben dieses Problem jedoch nicht.“ Nach Ansicht des Autors ist die CD wesentlich besser; Der größte Teil des Programms ist dem Repertoire der Originalkompositionen Monks gewidmet, das bis 1965 mehr als bekannt geworden war, obwohl die Solo-Version von „Body and Soul“ bemerkenswert sei. Sicherlich klingt das Quartett bei dieser Gelegenheit inspiriert. Der Bandleader zeige, wie gut er den Swing-Ansatz übernommen hat, Soli aus Riffs zu bauen, und Charlie Rouse sei hier in guter Verfassung. Ben Riley war ein wunderbarer Schlagzeuger für Monk; Er liebte es auch, hart zu swingen und seine Soli spiegeln den älteren Stil wider, aber mit einigen soliden neuen Bestandteilen.